# Griva de Nova Bretanya
La griva de Nova Bretanya (Zoothera talaseae) és un ocell de la família dels túrdids (Turdidae).

## Hàbitat i distribució
Habita els boscos de les muntanyes de le illes de Nova Bretanya (a les Bismarck), i Bougainville (a les Salomó).

## Taxonomia
El Handbook of the Birds of the World considera la població de Bougainville una espècie de ple dret:
- Zoothera atrigena Ripley et Hadden, 1982 - griva de l'illa de Bougainville.